# Helena d'Egitto
Helena d’Egitto, anche nota come "Helena di Timon" (fl. IV secolo a.C.), è stata una pittrice egizia.
Vissuta nel IV sec. a. C, al tempo di Alessandro il Grande.

## Biografia
Helena d’Egitto (greco:῾Eλένη, latino: Helĕna o Helĕne), figlia del pittore Timone egiziano. Famosa per aver realizzato un dipinto sulla battaglia di Isso (333 a. C.). È stata citata da Plinio il Vecchio (23–79 d.C.) e da Tolomeo Efestione (I sec. d.C.) nei loro testi.